# Osli, Győr-Moson-Sopron
Osli  este un sat în districtul Kapuvár, județul Győr-Moson-Sopron, Ungaria, având o populație de 923 de locuitori (2011). 

## Demografie
Componența etnică a satului Osli
     Maghiari (98,15%)
     Germani (1,85%)
Componența confesională a satului Osli
     Fără religie (1,95%)
     Reformați (1,08%)
     Necunoscută (96,97%)
     Alte religii (0,76%)
Conform recensământului din 2011, satul Osli avea 923 de locuitori. Din punct de vedere etnic, majoritatea locuitorilor (98,15%) erau maghiari, cu o minoritate de germani (1,85%). Nu există o religie majoritară, locuitorii fiind persoane fără religie (1,95%) și reformați (1,08%). Pentru 96,97% din locuitori nu este cunoscută apartenența confesională.